# Tabanus promesogaeus
Tabanus promesogaeus är en tvåvingeart som beskrevs av Mally 1987. Tabanus promesogaeus ingår i släktet Tabanus och familjen bromsar. Inga underarter finns listade i Catalogue of Life.